# HSC-28
28ème Escadron d'hélicoptères de combat maritime
Le Helicopter Sea Combat Squadron Two Eight (HSC-28 ou HELSEACOMBATRON 28), anciennement Helicopter Combat Support Squadron Eight (HC-8), également connu sous le nom de "Dragon Whales", est un escadron d'hélicoptères de combat de l'US Navy de la Base navale de Norfolk exploitant le MH-60S Seahawk. En tant que corps expéditionnaire il fournit des capacités de guerre anti-surface, de ravitaillement vertical, de recherche et sauvetage au combat et de soutien aux Forces spéciales du Naval Special Warfare Command d'un groupe aéronaval.

## Historique
L' Helicopter Combat Support Squadron 8 (HELSUPPRON 8 ou HC-8) a été établi le 3 décembre 1984 à la NAS Norfolk. Il effectue des opérations de recherche et de sauvetage et de ravitaillement vertical à l'appui de la flotte de l'Atlantique avec le CH-46 Sea Knight

### Transition du HC-8
Le 1er avril 2005 le HC-8 a été renommé HSC-28. Il est subordonné au commandant du Helicopter Sea Combat Wing, Atlantic  au sein du Naval Air Force Atlantic. Le changement est intervenu à la suite de l'introduction du MH-60S Knighthawk, remplaçant le CH-46D Sea Knight et l'introduction future du MH-60R Seahawk  qui remplace le SH-60B Seahawk.

## Galerie
|                                                                |
| Helicoptère du HC-8 sur USS George Washington (CVN 73) en 2002 |

|                                          |
| Seahawk du HSC-28 sur USS Baatan (LSD-5) |